# つつじが丘 (昭島市)
つつじが丘（つつじがおか）は、東京都昭島市の町名。現行行政地名はつつじが丘一丁目からつつじが丘三丁目。住居表示実施済み区域。

## 地理
昭島市の中央部に位置し、北東に武蔵野、南東に宮沢町と大神町、南に昭和町、西に代官山、北西に美堀町、北東に立川市西砂町と接している。

## 世帯数と人口
2025年（令和7年）6月1日現在（昭島市発表）の世帯数と人口は以下の通りである。一丁目の人口は0人のため、省略する。
| 丁目             | 世帯数    | 人口    |
| ---------------- | --------- | ------- |
| つつじが丘二丁目 | 1,416世帯 | 2,849人 |
| つつじが丘三丁目 | 1,260世帯 | 2,238人 |
| 計               | 2,676世帯 | 5,087人 |

### 人口の変遷
国勢調査による人口の推移。
| 年                 | 人口  |
| ------------------ | ----- |
| 1995年（平成7年）  | 8,127 |
| 2000年（平成12年） | 7,482 |
| 2005年（平成17年） | 6,934 |
| 2010年（平成22年） | 6,343 |
| 2015年（平成27年） | 5,740 |
| 2020年（令和2年）  | 5,469 |

### 世帯数の変遷
国勢調査による世帯数の推移。
| 年                 | 世帯数 |
| ------------------ | ------ |
| 1995年（平成7年）  | 2,579  |
| 2000年（平成12年） | 2,565  |
| 2005年（平成17年） | 2,616  |
| 2010年（平成22年） | 2,585  |
| 2015年（平成27年） | 2,529  |
| 2020年（令和2年）  | 2,576  |

## 学区
市立小・中学校に通う場合、学区は以下の通りとなる（2024年8月時点）。
- 区域 : 一丁目〜三丁目　各全域
  - 小学校 : 昭島市立つつじが丘小学校
  - 中学校 : 昭島市立瑞雲中学校

## 交通

### 道路
- 東京都道162号三ツ木八王子線

## 事業所
2021年（令和3年）現在の経済センサス調査による事業所数と従業員数は以下の通りである。
| 丁目             | 事業所数 | 従業員数 |
| ---------------- | -------- | -------- |
| つつじが丘一丁目 | 19事業所 | 1,264人  |
| つつじが丘二丁目 | 24事業所 | 639人    |
| つつじが丘三丁目 | 32事業所 | 425人    |
| 計               | 75事業所 | 2,328人  |

### 事業者数の変遷
経済センサスによる事業所数の推移。
| 年                 | 事業者数 |
| ------------------ | -------- |
| 2016年（平成28年） | 63       |
| 2021年（令和3年）  | 75       |

### 従業員数の変遷
経済センサスによる従業員数の推移。
| 年                 | 従業員数 |
| ------------------ | -------- |
| 2016年（平成28年） | 1,769    |
| 2021年（令和3年）  | 2,328    |

## 施設
- 昭島市立つつじが丘小学校
- 昭島市立瑞雲中学校
- 昭島市民図書館
- カインズ 昭島店[13]

## その他

### 日本郵便
- 郵便番号 : 196-0012[2]（集配局 : 昭島郵便局[14]）。